# 康普乡
康普乡，是中华人民共和国云南省迪庆藏族自治州维西傈僳族自治县下辖的一个乡镇级行政单位。

## 词源
“康普”为纳西语“坑布”变音，意为“沟梁上面”，因驻地康普上村建于两条山沟中间的山梁坡地，故名。

## 行政区划
康普乡下辖以下地区：
弄独村、阿倮村、阿尼村、柞子落村、念里米村、岔枝村、康普村、普乐村和齐乐村。